# São José Paquete D’Africa
Die São José Paquete D’Africa war ein portugiesisches Sklavenschiff. Sie lief am 27. Dezember 1794 bei Clifton Beach vor Kapstadt auf ein Riff und sank, nur 100 Meter von der Küste entfernt. Das Schiff hatte auf der Ilha de Moçambique über 500 versklavte Menschen an Bord genommen, um sie nach Maranhão in Brasilien zu bringen. 212 versklavte Menschen ertranken in ihren Ketten, weitere 300 konnten gerettet werden. Der Kapitän des Schiffes, Manuel João, und die Mannschaft wurden ebenfalls gerettet, und der Kapitän gab am 29. Dezember vor Gericht in Kapstadt einen offiziellen Bericht ab. Die geretteten Sklaven wurden in der Kapkolonie, wo die Niederländische Ostindien-Kompanie die Sklaverei eingeführt hatte, verkauft.

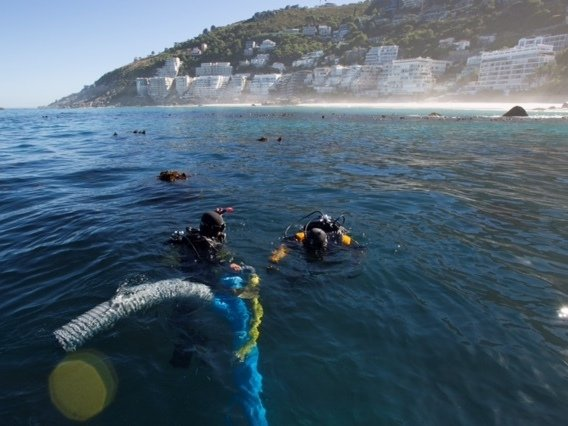
Untersuchung der São José Paquete D’Africa durch Taucher

Das Wrack wurde Mitte der 1980er Jahre durch Taucher entdeckt, die es zuerst für ein holländisches Schiff hielten. 2011 fand der Archäologe Jaco Boshoff jedoch die Aufzeichnungen des Kapitäns, Manuel João, in einem südafrikanischen Archiv und identifizierte das Schiff als die São José Paquete D’Africa. Im Arquivo Histórico Ultramarino in Lissabon, Portugal, existieren Ladelisten des Schiffes, die unter anderem die als Ballast verwendeten Eisenbarren aufführen.
Das Schiff wurde seit 2014 im Rahmen des Slave Wrecks Projects, einem seit 2008 bestehenden Kooperationsprojekt zwischen dem National Museum of African American History and Culture (NMAAHC) des Smithsonian Museums in Washington, Diving With a Purpose (USA), der George Washington University, dem Iziko Museum von Südafrika, dem US-amerikanischen National Park Service und anderen ausgegraben. Zu den Funden gehören unter anderem Sklavenfesseln, der Ballast aus Eisenbarren, hölzerne Seilrollen und kupferne Beschläge des Schiffsrumpfes.
Die São José Paquete D’Africa ist das bisher älteste wissenschaftlich ausgegrabene Sklavenschiff.